# 全部だきしめて
「全部だきしめて」（ぜんぶだきしめて）は、康珍化が作詞、吉田拓郎が作曲した楽曲である。出版社はフジパシフィック音楽出版。
タイトルは「全部抱きしめて」と誤記されることが多いが、「だきしめて」が正しい表記である。

## 解説
この曲は1996年にKinKi Kidsと吉田拓郎が司会を務めたフジテレビ系音楽バラエティ番組『LOVE LOVE あいしてる』の主題歌として拓郎が書き下ろした楽曲で、ライブツアー『吉田拓郎 Tour'96 〜感度良好ナイト〜』で初めて披露された。
一般的にはKinKi Kidsが1998年に出したシングル『全部だきしめて/青の時代』の大ヒットによりKinKi Kidsの曲として認識されているが、初めてこの曲が収録されたのは1996年の拓郎のライブビデオ『感度良好ナイト LIVE in 武道館』、CDでは1997年の「吉田拓郎とLOVE2 ALL STARS」名義で発売されたセルフカバーアルバム『みんな大好き』であるので、KinKi Kids版は正確に言えばカバー曲である。
当初番組スタッフからは不評だったが、一時期を除いて番組の主題歌として使われ続けたため、この番組を代表する曲となり、後継番組の『新堂本兄弟』でもたびたび歌われている。

## 収録作品

### 吉田拓郎版
- セルフカバー・アルバム『みんな大好き』(1997年)
  - 「吉田拓郎とLOVE2 ALL STARS」名義。
  - Bonus Discとして、8cmCDに収録されている。
- アルバム『Hawaiian Rhapsody』(1998年)
  - ハワイアン調にアレンジされた「全部だきしめて 〜tropical〜」が収録されている。
- ベスト・アルバム『吉田拓郎 THE BEST PENNY LANE』(1999年)
  - 「全部だきしめて 〜tropacal〜」が収録されている。
- ライブ・アルバム『一瞬の夏』(2005年)
  - 瀬尾一三率いるビッグバンドによる演奏。
- 『Another Side Of Takuro 25』(2024年)
  - 「全部だきしめて 〜tropacal〜」が収録されている。

### KinKi Kids版
- シングル「全部だきしめて/青の時代」(1998年)
- アルバム『C album』(1999年)
  - シングルとはアレンジがわずかに異なる。
- ベスト・アルバム『KinKi Single Selection』(2000年)
  - シングル版が収録されている。
- ベスト・アルバム『The BEST』(2017年)
  - シングル版が収録されている。